# Rhamphostomella
Rhamphostomella is een mosdiertjesgeslacht uit de familie van de Umbonulidae en de orde Cheilostomatida. De wetenschappelijke naam ervan werd in 1886 voor het eerst geldig gepubliceerd door Lorenz.

## Soorten
- Rhamphostomella alutacea Gontar, 1993
- Rhamphostomella bilaminata (Hincks, 1877)
- Rhamphostomella cellata (O'Donoghue & O'Donoghue, 1926)
- Rhamphostomella costata Lorenz, 1886
- Rhamphostomella cristata Hincks, 1889
- Rhamphostomella curvirostrata O'Donoghue & O'Donoghue, 1923
- Rhamphostomella gigantea Osburn, 1952
- Rhamphostomella hincksi Nordgaard, 1906
- Rhamphostomella lorenzi Kluge, 1907
- Rhamphostomella magnirostris Canu & Bassler, 1928
- Rhamphostomella ovata (Smitt, 1868)
- Rhamphostomella peristomata Gontar, 1993
- Rhamphostomella plicata (Smitt, 1868)
- Rhamphostomella radiatula (Hincks, 1877)
- Rhamphostomella scabra (O. Fabricius, 1824)
- Rhamphostomella sibirica Kluge, 1929
- Rhamphostomella sollers Canu & Bassler, 1929
- Rhamphostomella spinigera Lorenz, 1886
- Rhamphostomella townsendi Osburn, 1952
- Rhamphostomella ussowi (Kluge, 1908)

Niet geaccepteerd soorten:
- Rhamphostomella argentea (Hincks, 1881) → Robertsonidra argentea (Hincks, 1881)
- Rhamphostomella bassleri Rogick, 1956 → Rhamphosmittina bassleri (Rogick, 1956)
- Rhamphostomella biperforata Powell, 1967 → Drepanophora biperforata (Powell, 1967)
- Rhamphostomella porosa O'Donoghue & O'Donoghue, 1923 → Rhamphostomella bilaminata (Hincks, 1877)